# Senado de la Nación Argentina
Der Senado de la Nación Argentina, der Senat der argentinischen Nation, ist das Oberhaus des Argentinischen Nationalkongress. Das Unterhaus ist die Abgeordnetenkammer (Cámara de Diputados de la Nación Argentina).
Die Anzahl der Senatoren beträgt drei je Provinz und drei für die autonome Stadt Buenos Aires. Der Senado de la Nación Argentina wird im Gegensatz zur Abgeordnetenkammer nach einem Sonderfall des Mehrheitswahlrechts gewählt: zwei Senatorensitze erhält die Partei mit den meisten Stimmen, einen Sitz die Partei mit den zweitmeisten Stimmen. Die Senatoren werden für einen Zeitraum von sechs Jahren gewählt, alle zwei Jahre wird ein Drittel der Senatoren gewählt.

## Sitz

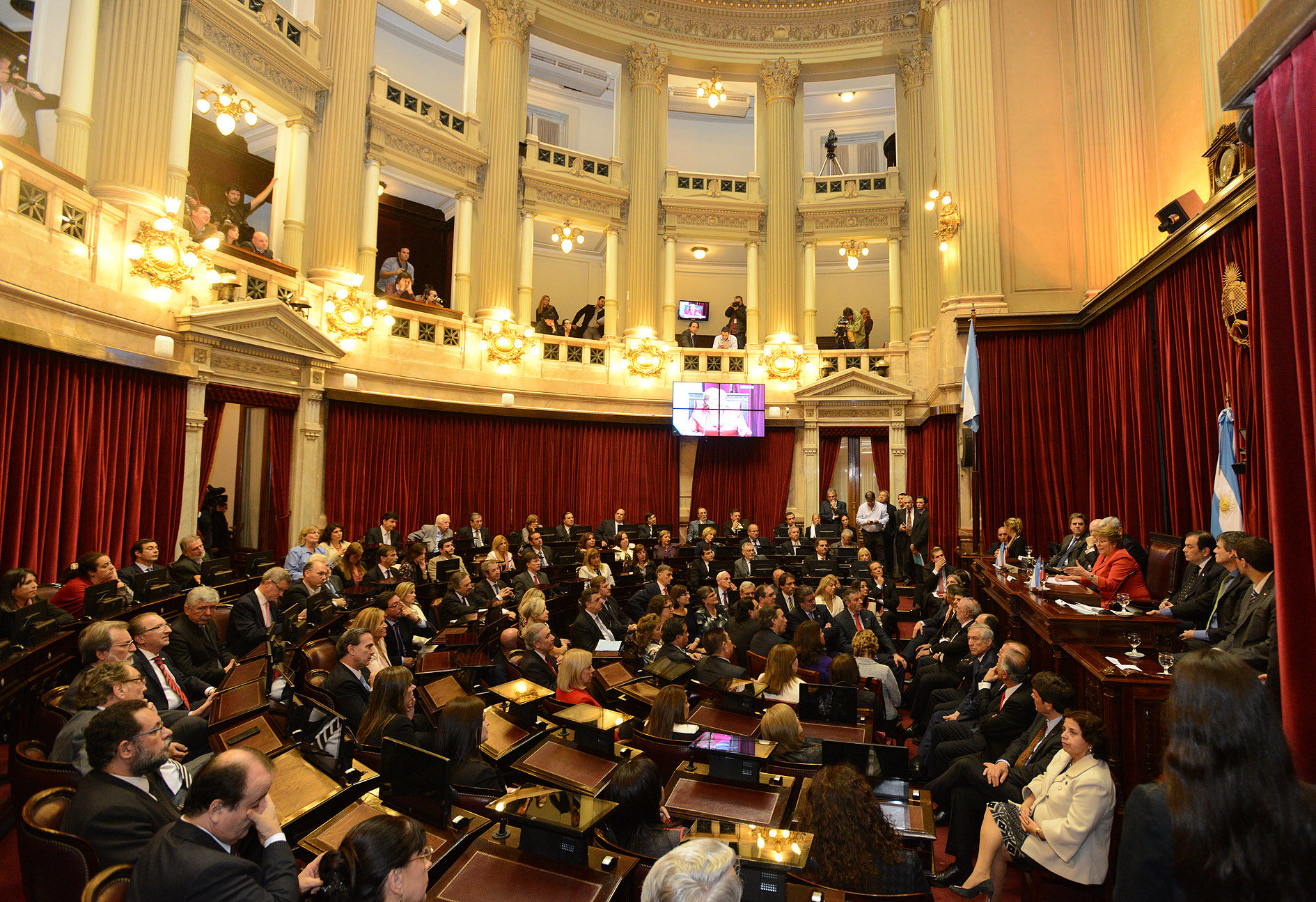
Sitzungssaal des Senatsgebäudes

Das Senatsgebäude befindet sich in Nachbarschaft zum Kongresspalast an der Plaza del Congreso in Buenos Aires.